# Widoye
Widoye ou Widoye-lez-Tongres (Widooie en néerlandais, Bidoye en wallon, Bêdöj en Limbourgeois) est une section de la ville belge de Tongres-Looz située en Région flamande dans la province de Limbourg. C'était une commune à part entière avant la fusion des communes de 1971.
On y trouve le château de Widoye.

## Toponymie
Wido (1176), Widoy (1224).
On trouve dans des cartes anciennes, une ancienne forme francophone : Bideux.

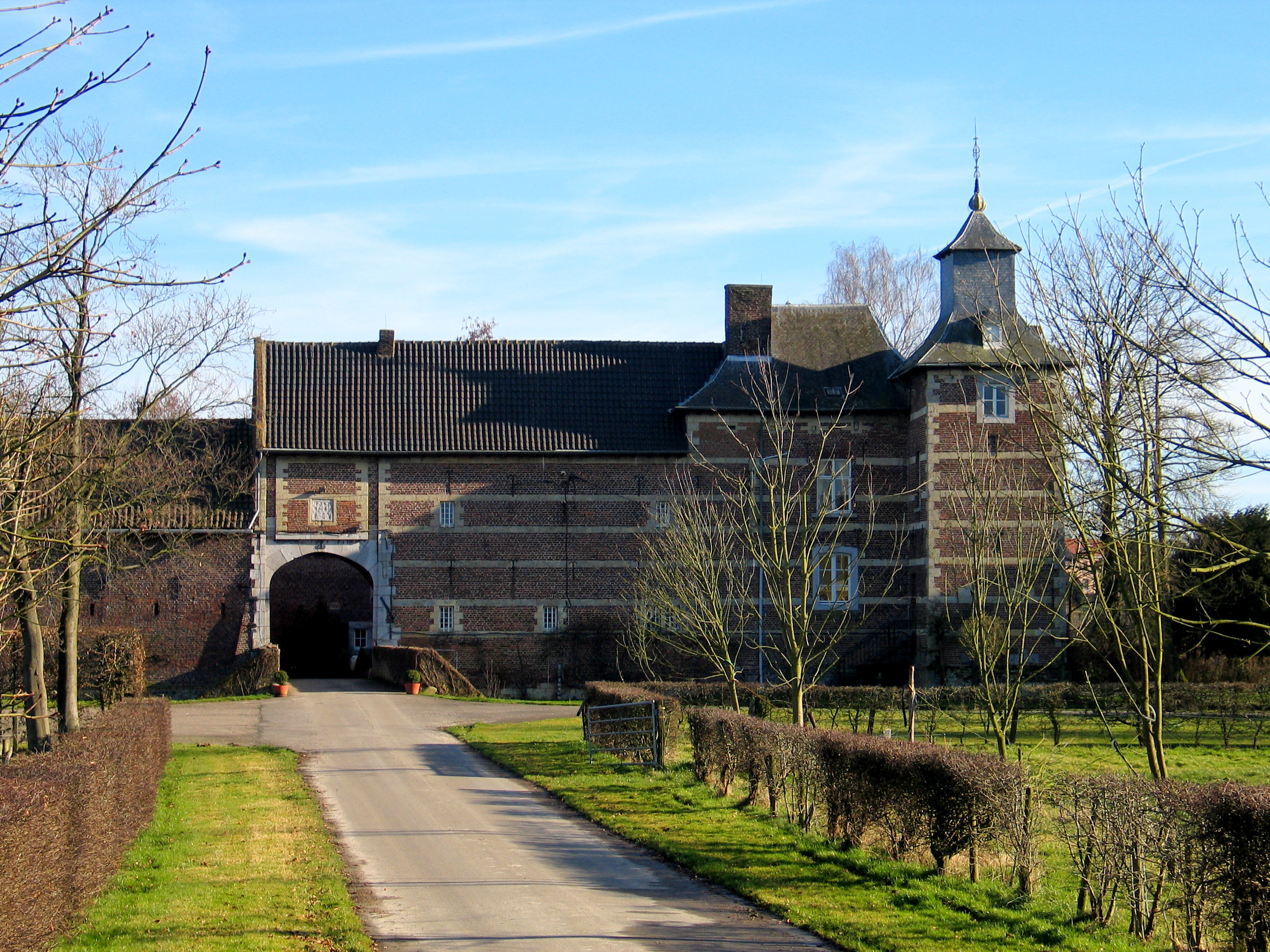
Le château

## Démographie

### Évolution démographique
- Sources : INS, Rem. : 1831 jusqu'en 1961 = recensements[5].